# Dụ ngôn Kho báu
Dụ ngôn Kho báu là một dụ ngôn của Chúa Giêsu được chép trong Phúc âm Mátthêu của Tân Ước. Dụ ngôn này minh họa về giá trị lớn lao của Nước Trời, mà đã từng được đề cập trong dụ ngôn Ngọc quý trước đó.

## Tường thuật
| “                                                                   | Nước Trời giống như chuyện kho báu chôn giấu trong ruộng. Có người kia gặp được thì liền chôn giấu lại rồi vui mừng đi bán tất cả những gì mình có mà mua thửa ruộng ấy. | ” |
| — Matthew 13:44, Bản dịch của Nhóm Phiên dịch Các giờ kinh Phụng vụ | |   |

## Luận giải
Ở đây, giả thiết là có một người nào đó đã chôn giấu kho báu của mình trong ruộng đất trước khi qua đời. Thời gian sau, một người khác - có thể là một người làm công nghèo - vô tình đào thấy kho báu này. Anh ta vùi lấp lại để giấu mọi người và tìm mọi cách để mua cho bằng được thửa ruộng ấy, dù phải bán đi những gia sản hiện có, nhằm hợp thức hóa việc sở hữu kho báu. Anh ta đã so sánh được giá trị giữa gia sản mình đang có không thể bằng kho báu mà anh tìm thấy.
Kho báu trong dụ ngôn tượng trưng cho Nước Trời, mang giá trị to lớn hơn mọi của cải vật chất ở trần thế này. Tuy nhiên, Nước Trời không thể hiện một cách hữu hình mà ở trạng thái vô hình, giống như kho báu bị chôn vùi dưới lòng đất vậy. Chỉ có những tín hữu thực tâm tìm kiếm và thông minh sáng suốt như người làm công trong dụ ngôn mới hiểu được giá trị của Nước Trời.